# Drosophila pterocelis
Drosophila pterocelis este o specie de muște din genul Drosophila, familia Drosophilidae, descrisă de Tsacas și Chassagnard în anul 1999.
Este endemică în Zaire. Conform Catalogue of Life specia Drosophila pterocelis nu are subspecii cunoscute.